# Väkkärämeer
Het Väkkärämeer, Zweeds: Väkkäräjärvi, is een meer in het noorden van Zweden, in de gemeente Kiruna. Het meer vangt het water van een aantal heuvels in de omgeving op. De belangrijkste afvoerrivier is de Sularivier, die naar het Sautusmeer stroomt, dat meer naar het oosten ligt.
Afwatering: meer Väkkärämeer → Sularivier → meer Sautusmeer → Sautusrivier → Torne → Botnische Golf